# Brookings Institution

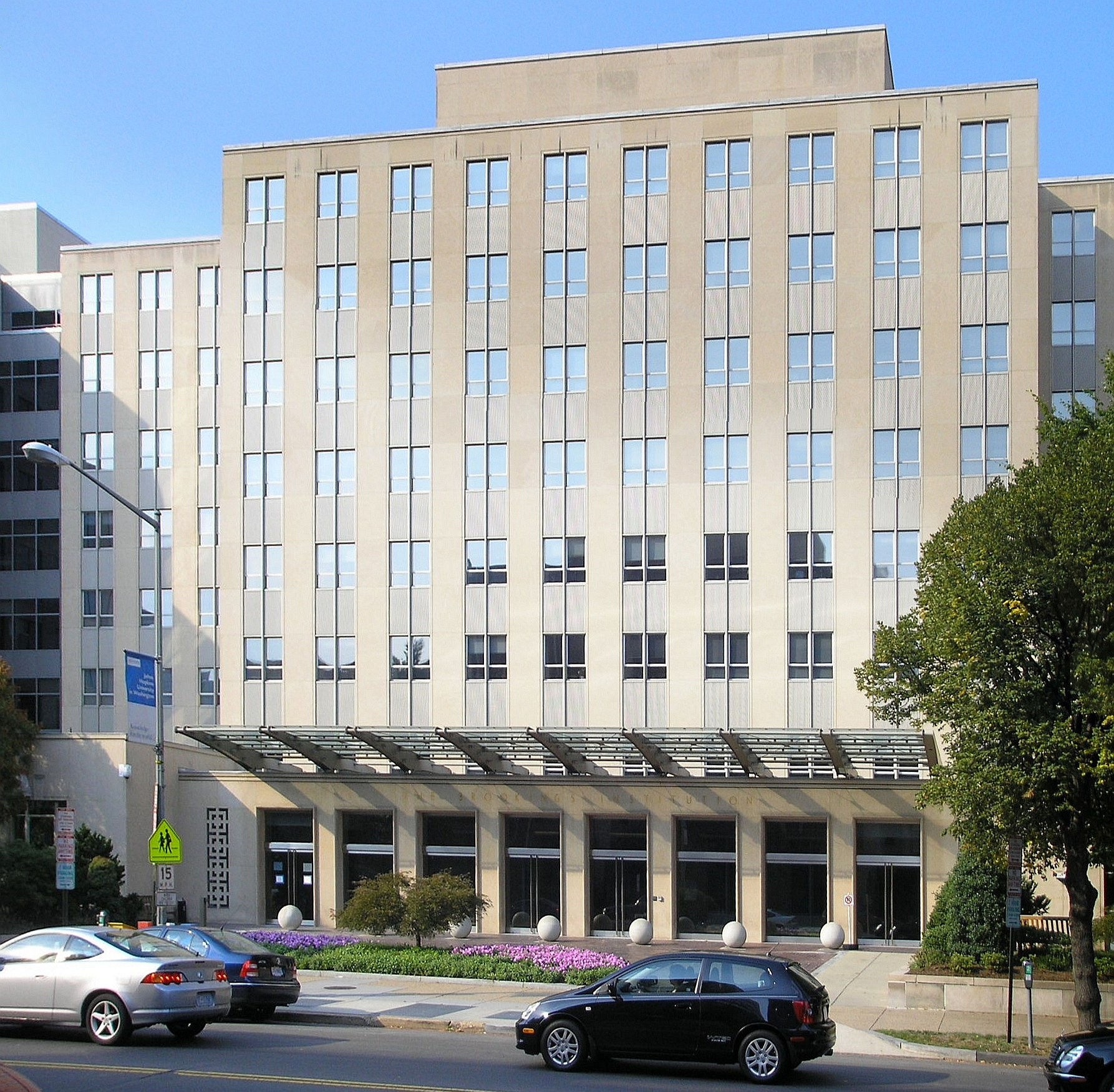
Hoofdkantoor van Brookings in Washington D.C..

Het Brookings Institution, vaak kortweg Brookings genoemd, is een Amerikaanse non-profit organisatie voor openbaar bestuur, gevestigd in Washington D.C. Het is een denktank die diepgaand onderzoek wil voeren om nieuwe pragmatische ideeën aan te reiken voor het oplossen van maatschappelijke problemen op lokaal, nationaal en mondiaal niveau.  De onderzoeksthema's hebben betrekking op buitenlands beleid, economie, ontwikkeling, bestuur en grootstedelijk beleid.

## Geschiedenis
Brookings werd in 1916 door filantroop en zakenman Robert S. Brookings (1850–1932) opgericht als het Institute for Government Research (IGR), met als doel "de eerste privé-organisatie te worden die zich toelegt op het analyseren van openbare beleidsvraagstukken op nationaal niveau". In de loop van de geschiedenis leverde het instituut belangrijke bijdragen bij onder meer het economisch programma van Franklin Roosevelt tijdens de crisis van de jaren 1930 en het Marshallplan. 

## Reputatie en neutraliteit
Brookings is naar eigen zeggen "institutioneel onafhankelijk, vanwege haar individueel onafhankelijke wetenschappers" en “neemt geen standpunten in over kwesties”. In de media is Brookings zowel centristisch, liberaal, als rechts genoemd. Een academische analyse van Congresverslagen van 1993 tot 2002 wees uit dat Brookings bijna even vaak door conservatieve als door liberale politici werd geciteerd, met een score van 53 op een schaal van 1-100, waarbij 100 staat voor de meest liberale score. Uit dezelfde studie bleek dat Brookings de meest geciteerde denktank was bij Amerikaanse media en politici.
Brookings wordt internationaal hoog aangeschreven. Het Global Go To Think Tank Index Report van de Universiteit van Pennsylvania riep Brookings sinds 2008 elk jaar uit tot "Think Tank of the Year" en "Top Think Tank in the World". The Economist omschreef het als "wellicht Amerika's meest prestigieuze denktank". en ook Academic Influence plaatste in 2021 Brookings bovenaan.

## Publicaties
Brookings publiceert sinds 1983 een jaarverslag, en via Brookings Institution Press ook boeken en tijdschriften van zowel eigen onderzoek als van externe auteurs.

## Financiering
In 2017 had Brookings Institution een vermogen van 524,2 miljoen dollar. De belangrijkste donateurs waren de Bill & Melinda Gates Foundation, de William and Flora Hewlett Foundation, de Hutchins Family Foundation, JPMorgan Chase, de LEGO Foundation, David Rubenstein, de regering van Qatar, en John L. Thornton, verbonden aan de Tsinghua-universiteit en CEO van de Canadese mijnbouwonderneming Barrick Gold.
Critici stelden in het verleden echter vragen bij royale donaties aan Brookings vanwege onder meer de Noorse en Qatarese regeringen, van technologiebedrijf Huawei, en van de Amerikaanse regering zelf.